# Cantonul Fresne-Saint-Mamès
Cantonul Fresne-Saint-Mamès este un canton din arondismentul Vesoul, departamentul Haute-Saône, regiunea Franche-Comté, Franța.

## Comune
| Comune                                      | Populație (1999) | Cod poștal | Cod INSEE |
| ------------------------------------------- | ---------------- | ---------- | --------- |
| Les Bâties                                  | 74               | 70130      | 70053     |
| Beaujeu-Saint-Vallier-Pierrejux-et-Quitteur | 739              | 70100      | 70058     |
| Fresne-Saint-Mamès                          | 507              | 70130      | 70255     |
| Fretigney-et-Velloreille                    | 626              | 70130      | 70257     |
| Greucourt                                   | 61               | 70130      | 70281     |
| Mercey-sur-Saône                            | 104              | 70130      | 70342     |
| Motey-sur-Saône                             | 30               | 70130      | 70375     |
| Le Pont-de-Planches                         | 169              | 70130      | 70418     |
| Saint-Gand                                  | 77               | 70130      | 70463     |
| Sainte-Reine                                | 38               | 70700      | 70471     |
| Seveux                                      | 464              | 70130      | 70491     |
| Soing-Cubry-Charentenay                     | 486              | 70130      | 70492     |
| Vellexon-Queutrey-et-Vaudey                 | 491              | 70130      | 70539     |
| La Vernotte                                 | 66               | 70130      | 70549     |
| Vezet                                       | 161              | 70130      | 70551     |